# Institute for Scientific Information
Das Institute for Scientific Information (ISI), 1960 von Eugene Garfield gegründet, unterhält Verweisindizes und erstellt daraus bibliometrische Analysen.
Für den Science Citation Index, den Arts and Humanities Citation Index und den Social Sciences Citation Index werden Fußnoten und Bibliographien von etwa 8000 wissenschaftlichen Fachzeitschriften ausgewertet. So wird dokumentiert, von wem und wie oft eine wissenschaftliche Veröffentlichung verwiesen wird. Die Zeitschriften wurden teilweise bis 1945 zurück ausgewertet. Für die ausgewerteten Zeitschriften ermittelt das ISI einen Impact Factor, der ihren Einfluss in dem jeweiligen Fachgebiet quantifizieren soll und jährlich in den Journal Citation Reports veröffentlicht wird.
1992 erwarb die Thomson Corporation das Institute for Scientific Information und führte dieses unter dem Namen Thomson Scientific weiter.
2016 wurde das zuletzt als Thomson Reuters Intellectual Property & Science firmierende Unternehmen von Thomson Reuters weiter an die Onex Corporation und an Baring Private Equity Asia verkauft und firmierte seitdem unter dem Namen Clarivate Analytics. Letzteres Unternehmen wurde nach der Übernahme des Geschäftsbereichs für geistiges Eigentum und Wissenschaft von Thomson Reuters durch Onex Corporation und Baring Private Equity Asia gegründet.
Das ISI veröffentlicht eigene, jährliche Forschungsartikel.